# Váňova studánka
Váňova studánka se nachází v tzv. Váňově lese při lesní cestě z Bohdalína na Betlém.
Podle pověsti měla voda ze studánky zachránit život malé holčičce ze statku v nedalekém Mnichu a vděčná matka pak nechala zhotovit a ke studánce umístit sošku Panny Marie. Kdy k tomu mělo dojít a čím holčička trpěla, o tom však pověst mlčí. Po roznesení zprávy se ze studánky stalo menší poutní místo, přibyla zde dřevěná kaplička a okolo studánky se měly nacházet zahozené berle, které zde nechali vyléčení poutníci.
Časem však, stejně jako řada dalších míst, studánka upadla v zapomnění. Teprve v roce 1995 se místo dočkalo revitalizace, při němž došlo i k obnovení malé kapličky na dřevěném sloupku, zasvěcené svaté Anně. Ještě v roce 2011 se jednalo o přírodní studánku, upravenou vyzděním nasucho z kamenů. V roce 2014 je však na jejím místě již uváděna studna obecního vodovodu, kam byla studánka svedena. O kousek dál se nachází budova vodárny, odkud přepadem vytéká voda z této studánky.
V roce 1939 věnovala studánce báseň zdejší básnířka Jarmila Hanzálková.